# Boana caiapo
Boana caiapo é uma espécie de rã da família Hylidae. É endêmica do Brasil.
Esta rã se distingue de outras do grupo Boana albopunctata pois sua cabeça parece arredondada na perspectiva dorsal. Possui três listras longitudinais da cor bege no dorso, intercaladas com duas listras marrons escuras. A parte posterior das patas traseiras é roxa com manchas escuras.
A espécie foi descrita em 2018. 
É encontrada no cerrado brasileiro, na Bacia Araguaia-Tocantins.